# 戈爾舍奇諾耶區

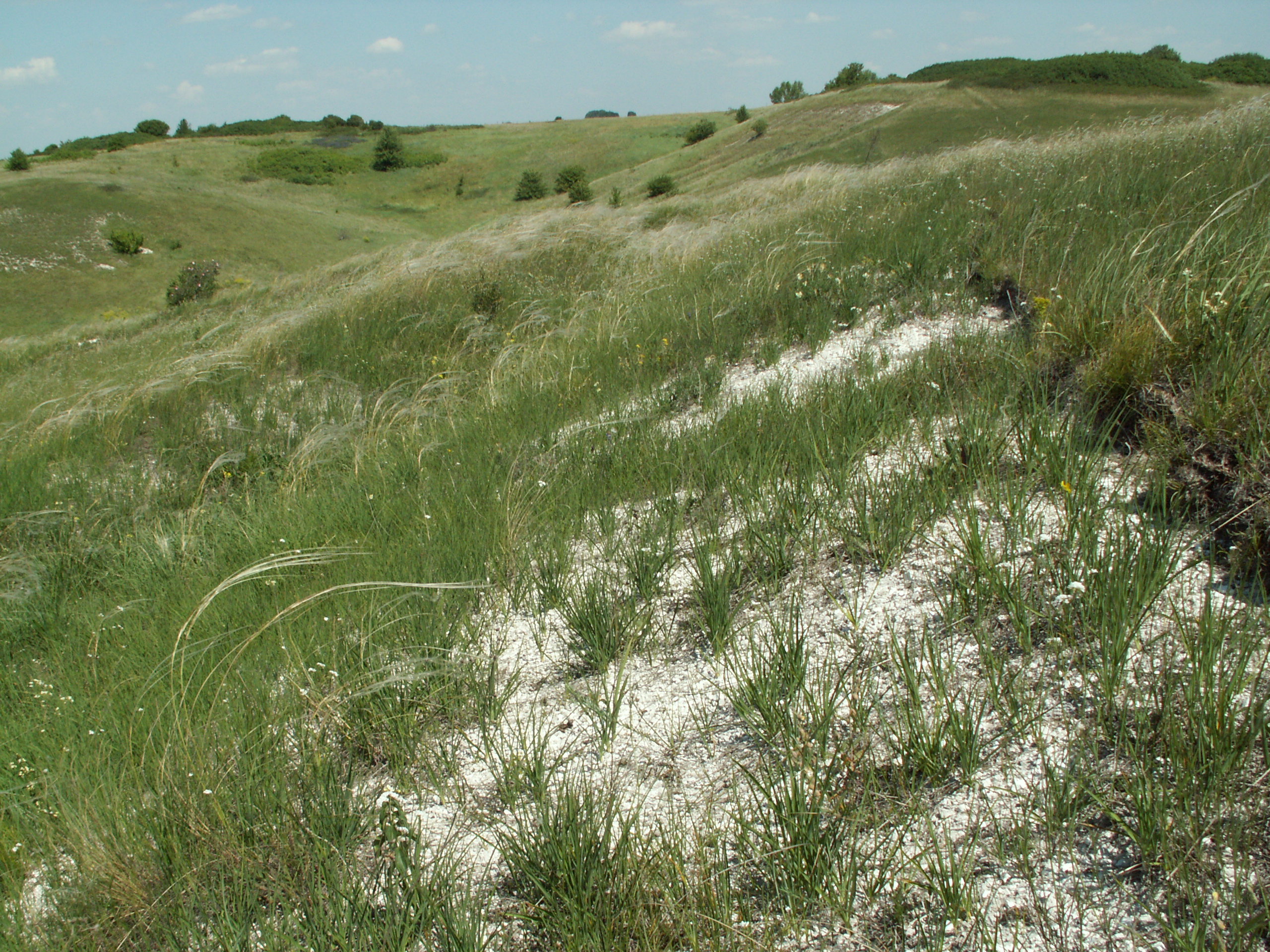

51°31′11″N 38°01′46″E / 51.51972°N 38.02944°E
戈爾舍奇諾耶區（俄语：Горшеченский район），是俄羅斯的一個區，位於該國西部，由庫爾斯克州負責管轄，面積1,400平方公里，2010年人口18,591，人口密度每平方公里13.28人。